# Sangiovese di Romagna
Il Sangiovese di Romagna è un vino DOC la cui produzione è consentita nelle province di Forlì-Cesena, Ravenna, Rimini e in sette comuni della Provincia di Bologna. Prodotto con le uve Sangiovese vinificate in purezza o insieme a piccole quantità (massimo 15%) di uve di altre varietà a bacca rossa della zona. Dal 2011 la denominazione è modificata in Romagna Sangiovese.

## Caratteristiche organolettiche
- colore: rosso rubino talora con orli violacei.
- odore: vinoso con profumo delicato che ricorda la viola.
- sapore: secco, armonico, talvolta anche un po' tannico, con retrogusto amarognolo.

## Storia
La Denominazione di origine controllata è stata ottenuta nel 1967.

## Abbinamenti consigliati
Salumi, primi al ragù, paste ripiene e pasticciate, arrosti, bolliti, cacciagione e selvaggina.

## Produzione

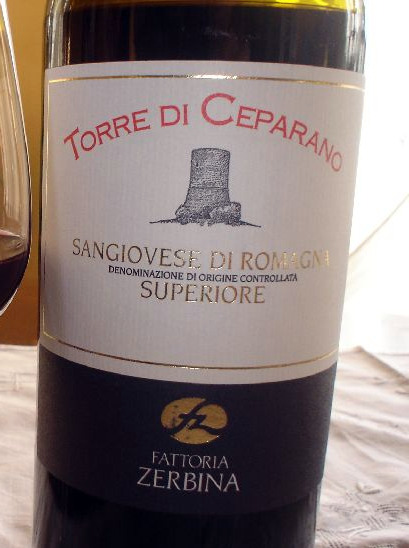
Una bottiglia del Sangiovese di Romagna.

Provincia, stagione, volume in ettolitri
- Bologna (1990/91) 4263,0
- Bologna (1991/92) 5437,14
- Bologna (1992/93) 4830,94
- Bologna (1993/94) 6415,73
- Bologna (1994/95) 4805,71
- Bologna (1995/96) 4465,55
- Bologna (1996/97) 5348,07
- Forlì (1990/91) 62466,12
- Forlì (1991/92) 53936,3
- Forlì (1992/93) 56429,12
- Forlì (1993/94) 55068,06
- Forlì (1994/95) 32140,0
- Forlì (1995/96) 31141,1
- Forlì (1996/97) 24106,76
- Ravenna (1990/91) 12460,21
- Ravenna (1991/92) 15858,93
- Ravenna (1992/93) 7298,73
- Ravenna (1993/94) 17642,63
- Ravenna (1994/95) 11086,83
- Ravenna (1995/96) 24825,0
- Ravenna (1996/97) 8845,4
- Rimini (1996/97) 22520,36

## Citazioni nelle arti
A questo vino è stata dedicata una popolare canzone intitolata "Romagna e sangiovese" firmata da Raoul Casadei e Terzo Fariselli.